# 伦斯特橄榄球队
伦斯特橄榄球队是爱尔兰岛的一支橄欖球俱樂部。該球隊也是联合橄榄球锦标赛的參賽球隊。
伦斯特队的大部分主場比賽在RDS竞技场舉辦，不過有些比較隆重的主場比賽會改在英傑華球場舉辦。 
該球隊成立於1879年10月31日，並于1995年成為职业球队，并自2001年起一直参加联合橄榄球锦标赛。 